# Guido Modiano
Guido Modiano (1899 – 1943) fue un tipógrafo y crítico de arte italiano.
Fue protagonista del debate sobre la renovación de las artes gráficas italianas durante los años de entreguerras. 

## Biografía
La familia Modiano proviene de un linaje de judíos sefardís (de este nombre derivaría el de la localidad de Modigliana, cerca de Florencia) originarios de Salónica y establecidos en Milán durante el siglo XIX. En los años 1890, Gustavo (Milán, 1864-1916), padre de Guido Mondiano, comenzó una floreciente actividad como impresor, desarrollando en particular el mercado de las tarjetas postales ilustradas.
A la muerte del padre, el jovencisísimo Guido le sucedió en la dirección de la imprenta tipográfica G. Modiano & Co. junto con su madre Bice Marchi Modiano (fallecida en 1941) y con la asistencia del compositor tipográfico Ludovico Rossi. Bajo su dirección, el taller fue especializándose en la impresión de ediciones de prestigio y de revistas culturales (tales como Le vie d'Italia, Edilizia Moderna, Quadrante) así como de productos gráficos de vanguardia (entre los cuales se contaban sus publicaciones para l'Ufficio Sviluppo e Stampa (oficina de desarrollo e impresión) Olivetti, dirigida por Renato Zveteremich). 
Diseñador además de impresor, Modiano tuvo un papel determinante en la evolución de la identidad gráfica de la revista Casabella realizada a partir de 1933 junto con Edoardo Persico, codirector de la cabecera junto con Giuseppe Pagano. Como crítico, en el curso de los años treinta, Modiano publicó numerosos artículos en las principales revistas de sector (de Campo grafico a Graphicus, de Risorgimento grafico a L'industria della stampa) en los cuales defendía los ventajas de la abstracción y de la arquitectura racionalista en la evolución hacia la modernidad del lenguaje gráfico-publicitario italiano. 
A pesar de que sus primeros escritos se remontan a 1929, en 1931 Modiano abría efectivamente el debate sobre el modernismo gráfico al fundar Tipografia, una revista de breve duración (sólo tres números) publicada por la Fonderia (empresa diseñadora de tipos) Reggiani, establecida en Milán. En el mismo periodo diseño e imprimió objetos gráficos según los nuevos criterios funcionalistas (tales como el catálogo de la Compagnie Continentale Sellerie ciclistiche e affini, en 1932). En 1940, a la ocasión de la VII Triennale di Milano, fue el principal comisario de exposición de la Muestra de artes gráficas, valiéndose de la colaboración de los mejores diseñadores de aquella época: Carboni, Dradi/Rossi, Munari, Muratori, Steiner, Veronesi. En 1933 realizó el diseño del tipo de letra de palo seco Triennale, que fue comercializado por la Fonderia Reggiani. Este tipo de letra fue ampliamente utilizado durante el régimen fascista italiano, ya que su carácter modernista era muy apreciado en aquella época.
Guido Modiano fue reclutado por el ejército en 1935 y destinado a los servicios de defensa antiaérea. Durante la Segunda Guerra Mundial tomó parte en la desastrosa campaña de Rusia, perdiendo la vida en el verano de 1943 durante el bombardeo de una caserna en Rostock, en Alemania. En agosto del mismo año también fue destruida en Milán su imprenta tipográfica, situada en el número 7 de la calle Bartolomeo Panizza.
Tuvo una hija, Franca (nacida en 1924).